# 西南沿阶草
西南沿阶草（学名：Ophiopogon mairei）为百合科沿阶草属下的一个种。

## 扩展阅读
- 維基物種上的相關：西南沿阶草